# 제2차 사토 내각 (제1차 개조)
제2차 사토 제1차 개조내각(일본어: 第2次佐藤第1次改造内閣)은  사토 에이사쿠가 제62대 내각총리대신으로 임명되어, 1967년 11월 25일부터 1968년 11월 30일까지 존재한 일본의 내각이다.
제2차 사토 내각의 개조내각이다.

## 각료
- 내각총리대신 - 사토 에이사쿠
- 법무대신 - 아카마 분조
- 외무대신 - 미키 다케오( ~ 1968년 10월 28일) / 사토 에이사쿠(임시 대리, 1968년 10월 29일 ~ )
- 대장대신 - 미즈타 미키오
- 문부대신 - 나다오 히로키치
- 후생대신 - 소노다 스나오
- 농림대신 - 구라이시 다다오( ~ 1968년 2월 22일) / 니시무라 나오미(1968년 2월 23일 ~ )
- 통상산업대신 - 시이나 에쓰사부로
- 운수대신 - 나카소네 야스히로
- 우정대신 - 고바야시 다케지
- 노동대신 - 오가와 헤이지
- 건설대신, 긴키권 정비 장관, 주부권 개발 정비 장관, 수도권 정비위원회 위원장 - 호리 시게루
- 자치대신, 국가공안위원회 위원장 - 아카자와 마사미치
- 내각관방장관 - 기무라 도시오
- 행정관리청 장관, 홋카이도 개발청 장관 - 기무라 다케오
- 총리부 총무장관 - 다나카 다쓰오
- 방위청 장관 - 마스다 가네시치
- 경제기획청 장관 - 미야자와 기이치
- 과학기술청 장관 - 나베시마 나오쓰구
  - 내각법제국 장관 - 다카쓰지 마사미
  - 내각관방부장관(정무) - 가메오카 다카오
  - 내각관방부장관(사무) - 이시오카 미노루
  - 총리부 총무부장관(정무) - 야기 데쓰오(1967년 11월 28일 ~ )
  - 총리부 총무부장관(사무) - 호리 히데오( ~ 1968년 2월 2일) / 히로쓰 교스케(1968년 2월 2일 ~ )

## 정무 차관
전임 내각의 정무 차관이 1967년 11월 28일부로 퇴임했고 같은 날에 신임 정무 차관을 임명했다.
- 법무 정무 차관 - 신토 가즈마
- 외무 정무 차관 - 구라우치 슈지
- 대장 정무 차관 - 구라나리 다다시·기시다 사치오 : ~ 1967년 12월 8일 / 후타쓰기 겐고 : 1967년 12월 8일 ~
- 문부 정무 차관 - 구보타 엔지
- 후생 정무 차관 - 다니가키 센이치
- 농림 정무 차관 - 아베 신타로·히다카 히로타메 : ~ 1968년 7월 30일 / 아오타 겐타로 : 1968년 7월 30일 ~
- 통상 산업 정무 차관 - 후지이 가쓰시·구마가이 다사부로
- 운수 정무 차관 - 가네코 이와조
- 우정 정무 차관 - 다카하시 세이이치로
- 노동 정무 차관 - 이무라 시게오
- 건설 정무 차관 - 가리야 다다오
- 자치 정무 차관 - 호소다 기치조
- 행정 관리 정무 차관 - 모리베 류스케 : ~ 1968년 7월 30일 / 다무라 겐사쿠 : 1968년 7월 30일 ~
- 홋카이도 개발 정무 차관 - 가와노 산교 : ~ 1968년 7월 30일 / 다카하시 유노스케 : 1968년 7월 30일 ~
- 방위 정무 차관 - 미하라 아사오
- 경제 기획 정무 차관 - 야마시타 하루에
- 과학 기술 정무 차관 - 아마노 고세이

## 참고 문헌
- 하타 이쿠히코 편 《일본 관료제 종합 사전 : 1868 ~ 2000》(도쿄 대학 출판회, 2001년)